# Conway Savage
Conway Savage (27. července 1960 – 2. září 2018) byl australský hudebník, hráč na klávesové nástroje. V letech 1980 až 1981 byl členem skupiny Happy Orphans, v níž s ním hrál například bubeník Jim White. Spolu s ním dále, v letech 1982 až 1986, působil v countryové skupině The Feral Dinosaurs. Byl členem i dalších skupin. V letech 1990 až 2016 působil v kapele Nick Cave and the Bad Seeds. V roce 1993 vydal své první sólové EP s názvem Conway Savage. Později následovalo několik dalších sólových nahrávek. V roce 2017 mu byl nalezen nádor na mozku.